# ¿Bailamos?
¿Bailamos? (titulada originalmente en inglés Shall We Dance?) es una comedia dramática protagonizada por Richard Gere, Jennifer López y Susan Sarandon. Estrenada el 15 de octubre de 2004 en Estados Unidos y el 5 de noviembre del mismo año en España. Es el remake del filme japonés "Shall we ダンス?" (Sharu wi Dansu?). que a su vez se basa en la comedia musical de la RKO de 1937, Ritmo Loco (aunque el nombre en inglés es el mismo), protagonizada por Fred Astaire y Ginger Rogers.

## Reparto
| Actor           | Personaje     |
| --------------- | ------------- |
| Richard Gere    | John Clark    |
| Jennifer Lopez  | Paulina       |
| Susan Sarandon  | Beverly Clark |
| Lisa Ann Walter | Bobbie        |
| Stanley Tucci   | Link Peterson |
| Anita Gillette  | Miss Mitzi    |
| Bobby Cannavale | Chic          |
| Omar Miller     | Vern          |
| Tamara Hope     | Jenna Clark   |
| Stark Sands     | Evan Clark    |
| Richard Jenkins | Devine        |
| Nick Cannon     | Scott         |

## Argumento
John Clark (Richard Gere) es un respetable abogado. Es adicto al trabajo. Su vida es una constante rutina: del trabajo a la casa y viceversa. Ama su profesión, pero los casos son fáciles de resolver; no hay emoción. Igual pasa en su casa; John siente que algo le falta.
Una noche decide que debe cambiar, de esta forma se inscribe en un curso de baile. Los acontecimientos lo topan con una melancólica profesora de baile (Jennifer Lopez), que se encuentra frustrada por su fracaso en una competición de baile pasada.

## Recepción

### Crítica y comercial
Según la página de Internet Rotten Tomatoes obtuvo un 46% de comentarios positivos, llegando a la siguiente conclusión: "El reparto es muy atractivo, pero con la pérdida del contexto cultural y la unión de grandes nombres este remake pierde los matices del original."
Según la página de Internet Metacritic obtuvo críticas mixtas, con un 47%, basado en 33 comentarios de los cuales 12 son positivos.
Recaudó 57 millones de dólares en Estados Unidos. Sumando las recaudaciones internacionales la cifra asciende a 170 millones. Su presupuesto fue de 50 millones.